# Jeruk (Pangkalan Baru)
Jeruk is een bestuurslaag in het regentschap Bangka Tengah van de provincie Bangka-Belitung, Indonesië. Jeruk telt 2023 inwoners (volkstelling 2010).